# Matt Oakley
Matthew "Matt" Oakley (Peterborough, 17 augustus 1977) is een Engels voormalig betaald voetballer die als centrale middenvelder speelde. Hij speelde het grootste luik van zijn profcarrière voor Premier League-club Southampton. In 2017 beëindigde hij zijn loopbaan bij Exeter City.

## Clubcarrière

### Southampton
Oakley was afkomstig uit de jeugd van Southampton en maakte als zeventienjarige zijn debuut tegen Everton op 6 mei 1995. In 11 seizoenen op The Dell, vanaf 2001 het St. Mary's Stadium, speelde hij meer dan 300 officiële wedstrijden voor de Saints, waarvan 261 wedstrijden in competitieverband. Het summum van zijn carrière aan de zuidkust was het bereiken van de finale van de FA Cup in 2003. Arsenal versloeg het Southampton van Oakley met 1–0. Oakley speelde centraal naast Anders Svensson. Een doelpunt van de Franse middenvelder Robert Pirès gaf de doorslag. De club stond destijds onder leiding van Gordon Strachan en rekende even af met de degradatienood van de jaren negentig, een net waarin de club verstrengeld was geraakt ondanks de aanwezigheid van sterspeler en icoon Matthew Le Tissier, met wie Oakley nog tot 2002 de kleedkamer mocht delen. In 2005 degradeerde Oakley onder leiding van Harry Redknapp met Southampton uit de Premier League.
Oakley worstelde evenals Matt Le Tissier met blessures aan het einde van zijn Saints-carrière. Trainer George Burley, die er overigens niet in slaagde de club weer naar de Premier League te brengen, verlengde in augustus 2006 het contract van Oakley met slechts een jaar nadat duidelijk werd dat hij niet 100 procent op de middenvelder kon rekenen. In het najaar van 2006 verliet Oakley de club. Hoofdzakelijk blessures –  de zwaarste aan de knie tegen Middlesbrough in de competitie (september 2003) – waren de aanleiding voor een terugval. Bij zijn volgende clubs Derby County en Leicester City kende Oakley minder blessureleed.

### Derby County en Leicester City

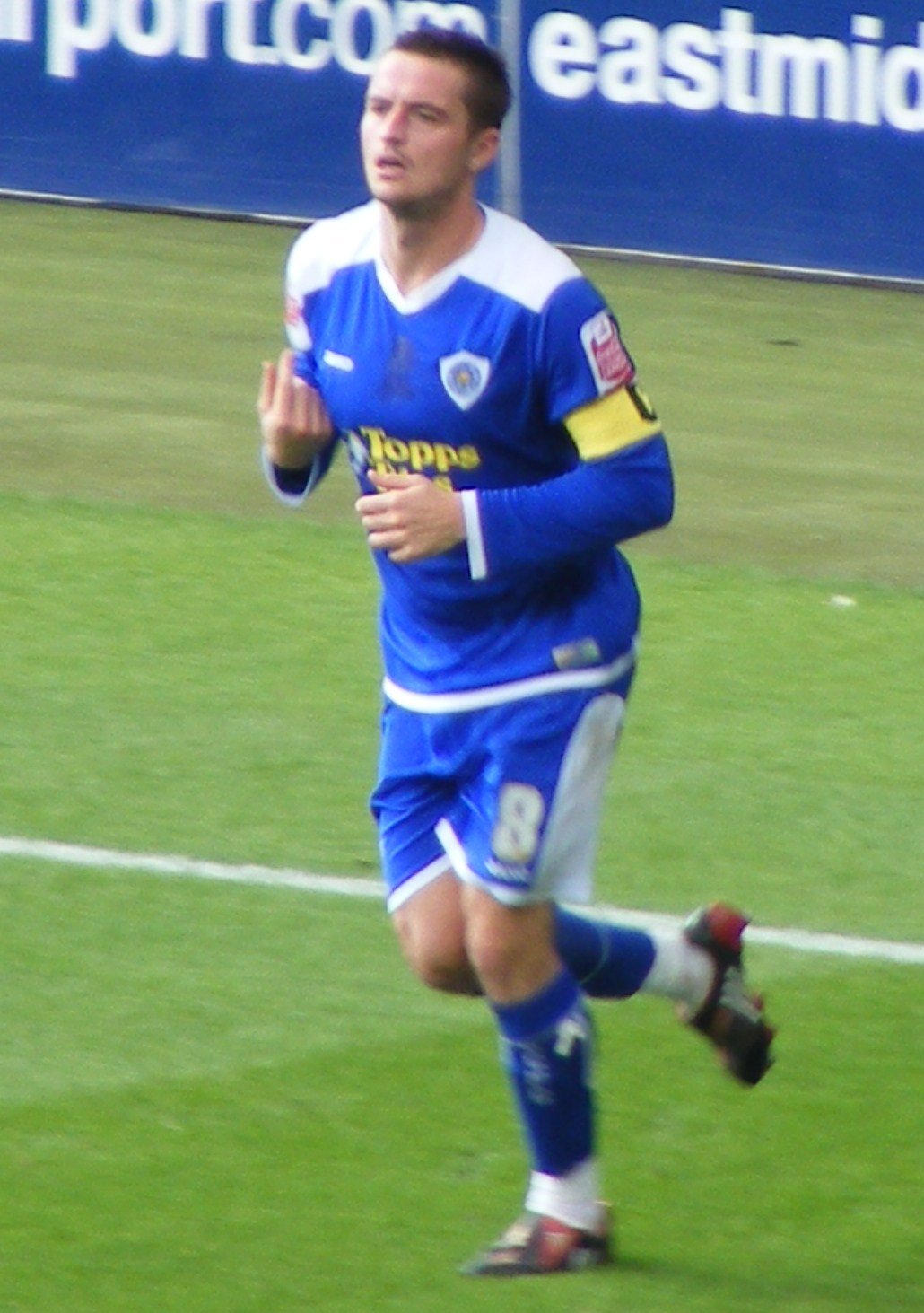
Matt Oakley in 2008 als aanvoerder van Leicester City

Van 2006 tot 2008 speelde Oakley voor Derby County. Hij gidste Derby in 2007 mee naar de Premier League via de play-offs van de Football League Championship met als inzet een promotie. Derby greep op 28 mei 2007 mede dankzij hem zijn kans in de finale, 1–0 winst tegen West Bromwich Albion op Wembley. In 2008 verruilde hij Pride Park voor het King Power Stadium van Leicester City. Leicester betaalde £ 500.000 ,- aan Derby. Met derdeklasser Leicester dwong aanvoerder Oakley in 2009 promotie af naar de Championship, de op een na hoogste divisie op de Engelse voetbalpiramide. Medio april 2009 waren Oakley en zijn maats al zeker van de overgang.

### Exeter City
Oakley stond nog tot en met 2012 onder contract, maar Leicester leende hem in 2011 uit aan Exeter City. In juli 2012 nam Exeter hem definitief over van Leicester.
In mei 2017 hing ouderdomsdeken Oakley de schoenen uiteindelijk aan de wilgen, op bijna 40-jarige leeftijd.

## Erelijst
| Competitie          |                |                |
| Competitie          | Aantal         | Jaren          |
| Leicester City      | Leicester City | Leicester City |
| ------------------- | -------------- | -------------- |
| Football League One | 1×             | 2008/09        |